# Neuf-Marché
Neuf-Marché és un municipi francès situat al departament del Sena Marítim i a la regió de Normandia. L'any 2007 tenia 676 habitants.

## Demografia

### Població
El 2007 la població de fet de Neuf-Marché era de 676 persones. Hi havia 244 famílies de les quals 52 eren unipersonals (4 homes vivint sols i 48 dones vivint soles), 76 parelles sense fills, 92 parelles amb fills i 24 famílies monoparentals amb fills.
La població ha evolucionat segons el següent gràfic:
Habitants censats

### Habitatges
El 2007 hi havia 303 habitatges, 250 eren l'habitatge principal de la família, 42 eren segones residències i 11 estaven desocupats. 287 eren cases i 15 eren apartaments. Dels 250 habitatges principals, 209 estaven ocupats pels seus propietaris, 35 estaven llogats i ocupats pels llogaters i 6 estaven cedits a títol gratuït; 3 tenien una cambra, 6 en tenien dues, 53 en tenien tres, 61 en tenien quatre i 127 en tenien cinc o més. 185 habitatges disposaven pel capbaix d'una plaça de pàrquing. A 102 habitatges hi havia un automòbil i a 131 n'hi havia dos o més.

### Piràmide de població
La piràmide de població per edats i sexe el 2009 era:
| Homes | Edats   | Dones |
| ----- | ------- | ----- |
| 0     | 95 o +  | 0     |
| 0     | 90 a 94 | 8     |
| 0     | 85 a 89 | 0     |
| 0     | 80 a 84 | 8     |
| 8     | 75 a 79 | 16    |
| 8     | 70 a 74 | 20    |
| 16    | 65 a 69 | 8     |
| 20    | 60 a 64 | 20    |
| 16    | 55 a 59 | 12    |
| 20    | 50 a 54 | 28    |
| 24    | 45 a 49 | 4     |
| 28    | 40 a 44 | 8     |
| 12    | 35 a 39 | 40    |
| 24    | 30 a 34 | 32    |
| 20    | 25 a 29 | 20    |
| 12    | 20 a 24 | 4     |
| 24    | 15 a 19 | 16    |
| 36    | 10 a 14 | 24    |
| 20    | 5 a 9   | 4     |
| 24    | 0 a 4   | 4     |

## Economia
El 2007 la població en edat de treballar era de 430 persones, 321 eren actives i 109 eren inactives. De les 321 persones actives 295 estaven ocupades (165 homes i 130 dones) i 26 estaven aturades (10 homes i 16 dones). De les 109 persones inactives 29 estaven jubilades, 39 estaven estudiant i 41 estaven classificades com a «altres inactius».

### Ingressos
El 2009 a Neuf-Marché hi havia 261 unitats fiscals que integraven 706 persones, la mediana anual d'ingressos fiscals per persona era de 17.284 €.

### Activitats econòmiques
Dels 25 establiments que hi havia el 2007, 1 era d'una empresa extractiva, 1 d'una empresa alimentària, 2 d'empreses de fabricació d'altres productes industrials, 8 d'empreses de construcció, 7 d'empreses de comerç i reparació d'automòbils, 1 d'una empresa de transport, 1 d'una empresa d'hostatgeria i restauració, 1 d'una entitat de l'administració pública i 3 d'empreses classificades com a «altres activitats de serveis».
Dels 10 establiments de servei als particulars que hi havia el 2009, 1 era un guixaire pintor, 3 fusteries, 2 lampisteries, 1 electricista, 1 empresa de construcció, 1 perruqueria i 1 restaurant.
Dels 2 establiments comercials que hi havia el 2009, 1 era una botiga de menys de 120 m² i 1 una fleca.
L'any 2000 a Neuf-Marché hi havia 20 explotacions agrícoles que ocupaven un total de 891 hectàrees.

## Equipaments sanitaris i escolars
El 2009 hi havia una escola elemental.

## Poblacions més properes
El següent diagrama mostra les poblacions més properes.